# Papyrus 23
Papyrus 23 (nach Gregory-Aland mit Sigel {\displaystyle {\mathfrak {P}}}23 bezeichnet) ist eine frühe griechische Abschrift des Neuen Testaments. Dieses Papyrusmanuskript des Jakobusbriefes enthält nur die Verse 1,10–12;15–18. Mittels Paläographie wurde es auf das frühe 3. Jahrhundert datiert.

## Beschreibung
Die Nomina sacra sind vollständig ausgeschrieben. Abkürzungen werden nur am Ende einiger Zeilen verwendet. Bemerkenswerterweise findet sich auch die grammatisch falsche Formulierung αποσκιασματος in Jakobus 1,17 – wie auch im Codex Sinaiticus und Codex Vaticanus.
Der griechische Text des Kodex repräsentiert den Alexandrinischen Texttyp (oder eher einen proto-Alexandrinischen). Aland ordnete ihn in Kategorie I ein. Das Manuskript zeigt größte Übereinstimmung mit den Codices א, A und C, welche den besten Text der Katholischen Briefe darstellen.
Die Handschrift wird zurzeit in der University of Illinois (G. P. 1229) in Urbana (Illinois) aufbewahrt.